# Аблязовы
Аблязовы (Облязовы, Облезовы) — древний русский дворянский род.

## Происхождение и история рода
В родословной книге, из собрания князя М.А. Оболенского, записано, что Олязовы происходят от окольничего Вельяминова Ивана Васильевича Обляза, их однородцами являются Вельяминовы, Воронцовы-Вельяминовы, Аксаковы, ведущие своё начало от одного родоначальника Симона Африкановича.
Улан Будаевич, Невежа и Иван Тимофеевичи служили по Кашину и упоминаются в Дворовой тетради (1537). Тимофей Облязов упоминается на свадьбе князя Владимира Старицкого (двоюродного брата Ивана Грозного) с Евдокиею Александровною Нагово (31 мая 1550). Малоярославский сын боярский Утеш Константинович пожалован в московские дворяне (1550). Опричником Ивана Грозного числился Иван Облязов (1573).  Филипп Дмитриевич сын боярский по Епифани (1585).
Фёдор Никифорович Аблязов дорогобужский дворянин, упоминается в смоленском походе (1634). Гавриил Облязов находился  дьяком в приказах Казённого дворца и Большой казны (1639). Девять Аблязовых владели имениями (1699).
Многие из Аблязовых служили в XVI и XVII веках, владели поместьями в Московской, Тверской и Ярославской губерниях.

## Описание герба
В червлёном щите серебряное, украшенное золотом зерцало. В нём накрест вложены две стрелы остриями вниз. Над ним горизонтально серебряный лук тетивой вниз, под ним горизонтально остриём влево серебряный изогнутый меч с золотой рукояткой. В главе щита по сторонам две серебряные шестиконечные звёзды.
Щит увенчан дворянским коронованным шлемом. Нашлемник: три страусовых пера, из коих среднее — серебряное, а крайние — червлёные. Намёт: червлёный с серебром. Герб Облязовых внесён в Часть 12 Общего гербовника дворянских родов Всероссийской империи, стр. 75.

## Известные представители
- Облязов Гаврила — дьяк (1627-1629).
- Облязов Терюшной Леонтьевич — воевода в Яранске (1616), московский дворянин (1627-1629).
- Облязовы: Григорий Терюшнов и Алексей Васильевич — московские дворяне (1636-1640).
- Облязов Лукьян Алексеевич — московский дворянин (1668-1677)[5][6][4].